# Ramularia alnicola
Ramularia alnicola är en svampart som beskrevs av Cooke 1886. Ramularia alnicola ingår i släktet Ramularia och familjen Mycosphaerellaceae.   Inga underarter finns listade i Catalogue of Life.